# La Sensitive
Pour l’article homonyme, voir La Sensitive (roman).
La Sensitive est une comédie-vaudeville en 3 actes d'Eugène Labiche et Alfred Delacour représentée pour la 1re fois à Paris au Théâtre du Palais-Royal le 10 mars 1860.
- Éditions Michel Lévy frères.

## Quelques répliques
Il a le gosier doublé en tôle...comme les chaudières à vapeur!...

## Distribution
| Acteurs et actrices ayant créé les rôles |                      |
| Personnage                               | Acteur ou actrice    |
| Bougnol                                  | Hyacinthe            |
| Gaudin, son domestique                   | Arnal                |
| Rothanger, rentier                       | Amant                |
| Chalandar, maréchal des logis            | Luguet               |
| Clampinet, maréchal des logis            | Brasseur             |
| Edmond Balissan, professeur              | Gil-Pérès            |
| Mme Rothanger                            | Mme Thierret         |
| Laure, sa fille                          | Mlle Élisa Deschamps |